# Last night the moon came
Last night the moon came dropping its clothes in the street is een muziekalbum van Jon Hassell. Het studiogedeelte van het album is opgenomen in Pernes-les-Fontaines (Courtrais), live-opnamen vonden plaats in Kortrijk (de track Courtrais) en Londen (Abu Gil, Northline, Light on Water).
Het album verschil nauwelijks van de andere albums van Hassell, zijn handelsmerk blijft een haast fluisterende trompetttoon, met rustige jazz, die tegen ambient aanleunt. Het album verscheen bij het Duitse platenlabel ECM Records, waar hij meer albums bij uitbracht, maar niet een contract mee heeft. De titel is afkomstig van Jalaluddin Rumi:
- Last night the moon came dropping its clothes in the street
- I took it as a sign to start singing.
- Falling up into the bowl of sky.

## Musici
De musici behoorden behalve Hassell alle tot zijn begeleidingsband Maarifa Street, maar op verschillende tijdstippen:
- Jon Hassell – trompet
- Peter Freeman – basgitaar
- Jan Bang, Dino J.A. Deane – sampling
- Rick Cox – gitaar
- Jamie Muhoberac – toetsinstrumenten
- Kheir-Eddine M’Kachiche – viool
- Pete Lockett, Helge Norbakken - slagwerk
- Eivind Aarset – gitaar op (3), (8), (9), (10)
- Thomas Newman, Richard Cox – strijkinstrumenten
- Steve Shehan – percussie

## Composities
Allen van Hassell, behalve waar aangegeven:
1. Aurora (Hassell, Bang)(5:22)
2. Time and Place (3:48)
3. Abu Gil (13:04)
4. Last night the moon came (11:16)
5. Clairvoyance (1:08)
6. Coutrais (5:44)
7. Scintilla (0:50)
8. Northline (Hassell, Freeman) (6 :43)
9. Blue period (7:58)
10. Light on water (7:59)